# Kawamoto
Kawamoto (japanska: 川本町?, Kawamoto-machi) är en landskommun (köping) i Shimane prefektur i Japan. 